# Каи (провинция)

Провинция Каи (яп. 甲斐国 Каи но куни, «страна Каи» или 甲州 Ко:сю:, «провинция Каи») — историческая провинция Японии в округе Токайдо в центре острова Хонсю. Граничила с провинциями Мусаси, Суруга, Сагами и Синано. Полностью соответствует границам современной префектуры Яманаси.

Провинция Каи на карте Японии со старым административным делением (выделена красным).

Провинция Каи была сформирована в XVII веке. Её земли лежали к западу от Эдо (Токио) в гористом районе, который в числе прочего включал гору Фудзи, предмет культа японцев. Административный центр Каи находился в современном городе Фуэфуки.
Начиная с XIII века, провинция принадлежала роду Такэда, ответвлению рода Минамото. В XVI веке на землях Каи было создано «государство Такэда» под управлением Такэды Сингэна, чей замок находился в городе Кофу. После его смерти в 1573 году правителем рода стал Такэда Кацуёри, а в 1582 году провинция Каи была завоёвана Одой Нобунагой, несколько позже перейдя во владение Токугавы Иэясу. В период Эдо (1603—1867) земли провинции находились под контролем сёгунов из рода Токугава.
В результате административной реформы 1871 года провинция Каи была превращена в префектуру Яманаси.

## Уезды провинции Каи
В провинцию Каи входило 4 уезда:
- Кома (яп. 巨摩郡 Кома-гун)
- Цуру (яп. 都留郡 Цуру-гун)
- Яманаси (яп. 山梨郡 Яманаси-гун)
- Ясиро (яп. 八代郡 Ясиро-гун)

## Ханы провинции Каи
В Каи существовало 4 хана (феодальных владения):
- Кофу (яп. 甲府藩 Ко:фу-хан)
- Кофу Синдэн (яп. 甲府新田藩 Ко:фу Синдэн-хан) — сихан (яп. 支藩), дочернее княжество хана Кофу
- Токуми (яп. 徳美藩 Токуми-хан)
- Ямура (яп. 谷村藩 Ямура-хан)